# Výrovka (Krkonoše)
Výrovka (dříve německy Tannenbaude, Geiergucke) je horská bouda v Krkonoších v sedle mezi Luční horou a Zadní Planinou, 2,5 Km jihozápadně od Luční boudy v nadmořské výšce 1363 m. Nachází se zde významná křižovatka turistických cest ze Špindlerova Mlýna do Pece pod Sněžkou, z Luční boudy na Liščí horu nebo do Vrchlabí. Adresně spadá k Peci pod Sněžkou, číslo popisné 204. Chata je celoročně otevřena.

## Historie
V 18. století zde bylo postaveno jednoduché přístřeší. Pro svoji polohu se přístřeší stalo vyhledávaným místem financů, což se nelíbilo majiteli, který přístřeší na začátku 19. století zboural. Později bylo přístřeší znovu postaveno, neboť na tomto strategickém místě chybělo. Bylo zde poskytováno drobné občerstvení a prodej suvenýrů, mezi něž patřily například pohlednice a fialkový kámen. Fialkový kámen byl kámen porostlý řasou Trentepohlia iolithus (druh rodu Trentepohlia), za vlhka vonící po fialkách. V roce 1926 zde vojáci postavili srub pro potřeby výcviku vojenských lyžařských oddílů. Vedle srubu byla později postavena Havlova bouda. Chata Výrovka byla s Havlovou boudou spojena krytou chodbou. Mezi lety 1937 a 1938 se severně od chaty nacházela úhlová stanice vojenské nákladní lanové dráhy Pec pod Sněžkou – Luční hora, po které se v kleči zachovala prohlubeň. V roce 1938 byla zřízena na Výrovce četnická stanice. V době 2. světové války zde hospodařila rodina Bönschů z Luční boudy. Výrovka i Havlova bouda byly pod německou vojenskou správou. Po válce je převzala československá armáda, která je pronajala Janu Dubnovi. V roce 1946 vyhořela sousední Havlova bouda. Rychlým zásahem hasičů se podařilo zachránit Výrovku. Dne 6. února 1947 se pokoušel pomocník domovníka ohněm rozehřát topení, čímž zapálil chatu Výrovku, která také shořela. V roce 1948 byla na místě Výrovky postavena provizorní bouda s noclehárnou o kapacitě třiceti lůžek. Současná stavba byla postavena v letech 1988 až 1990 dle projektu architekta Vokatého (autora hotelu Horizont v Peci pod Sněžkou, dostavby vrchlabské radnice, O2 arena).

## Dostupnost
Motorovým vozidlem jsou dostupné ze Strážného po silnici která pokračuje na Luční boudu a slouží zároveň jako cyklotrasa K1A.
Pěší přístup je možný po turistických trasách:
- po  červené turistické značce ze Strážného kolem Dvorské boudy a Chalupy Na Rozcestí.
- po  červené turistické značce od Luční boudy.
- po  zelené turistické značce od Rychtrových bud, kde navazuje na  červenou turistickou značku a silnici z Pece pod Sněžkou.
- po  zelená turistické značce z části Špindlerova Mlýna Svatý Petr.

## Fotogalerie

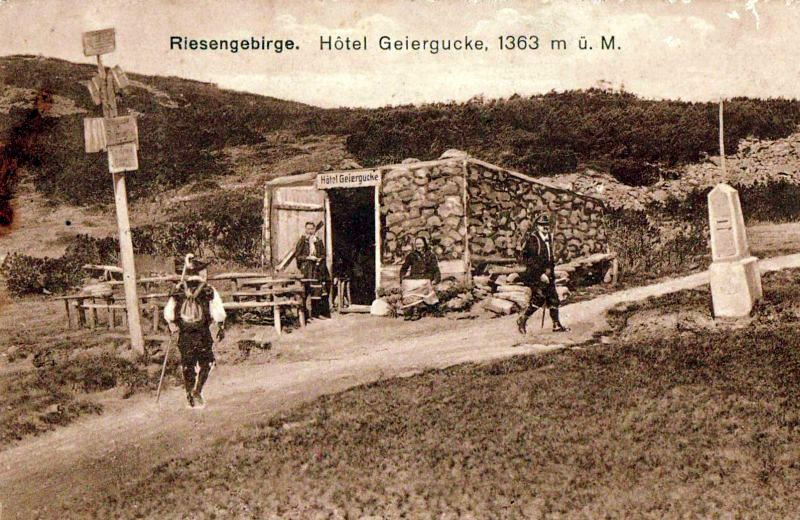
Výrovka ze začátku 20. století
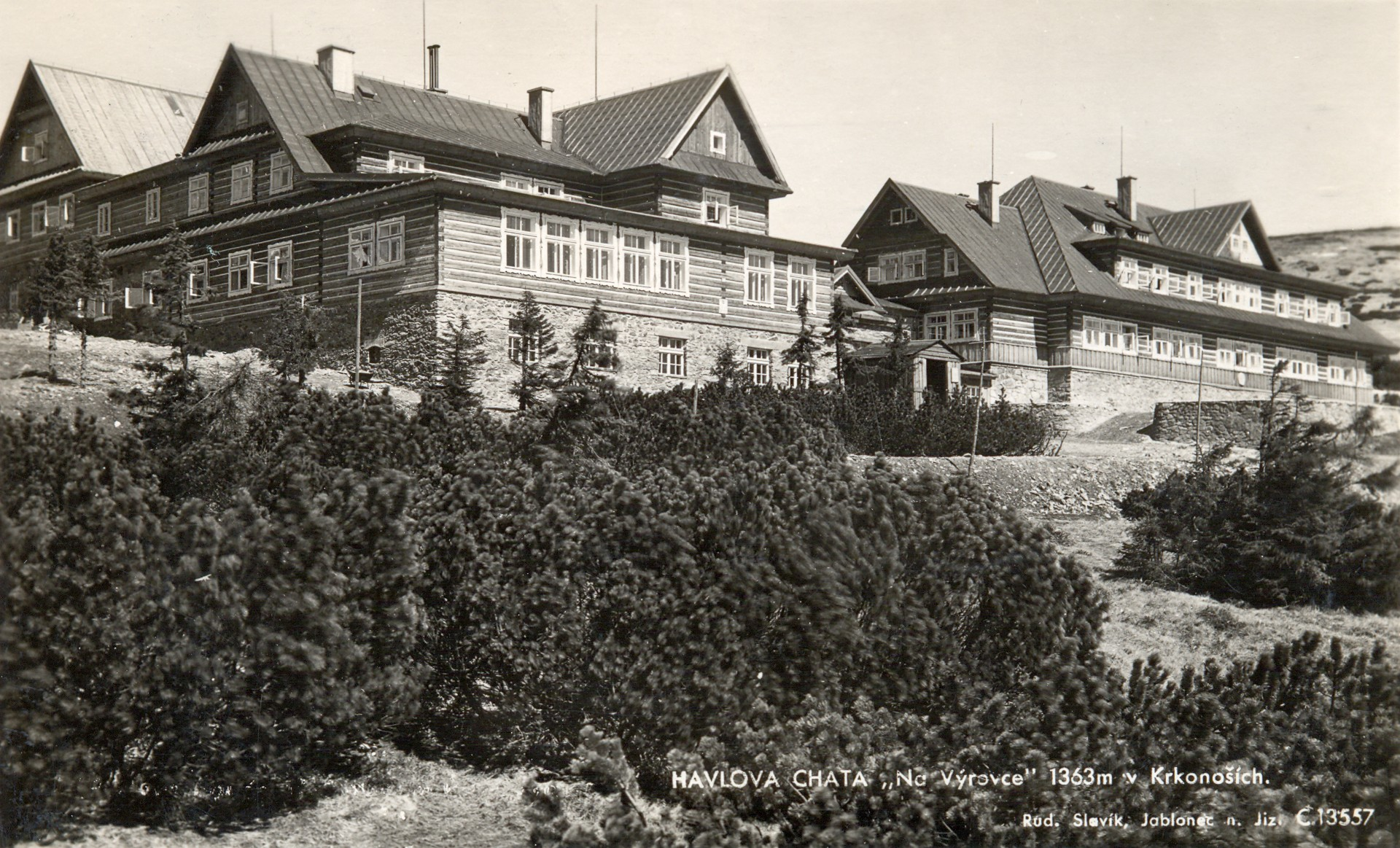
Havlova bouda s Výrovkou 1933
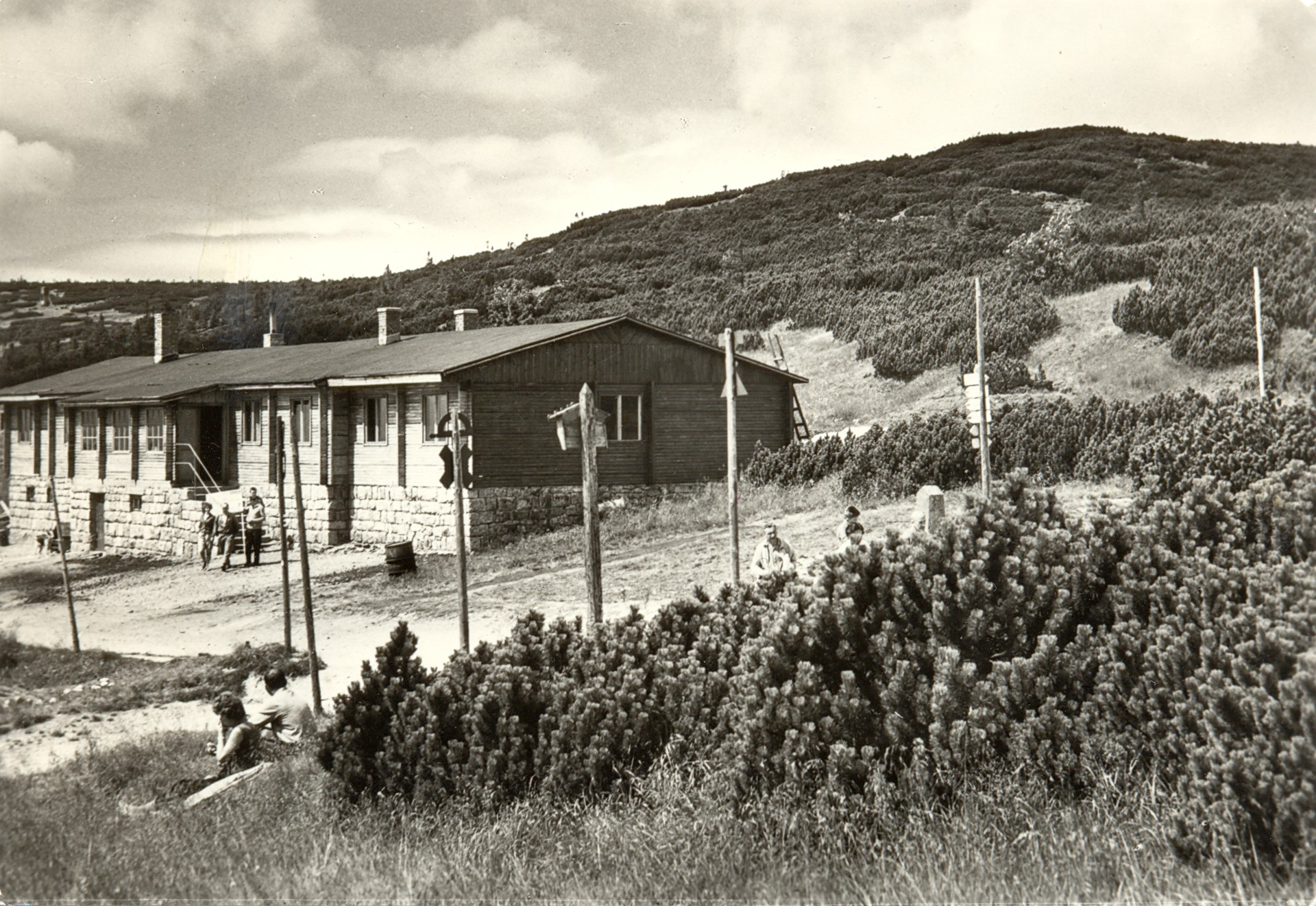
Provizorní bouda cca 1960
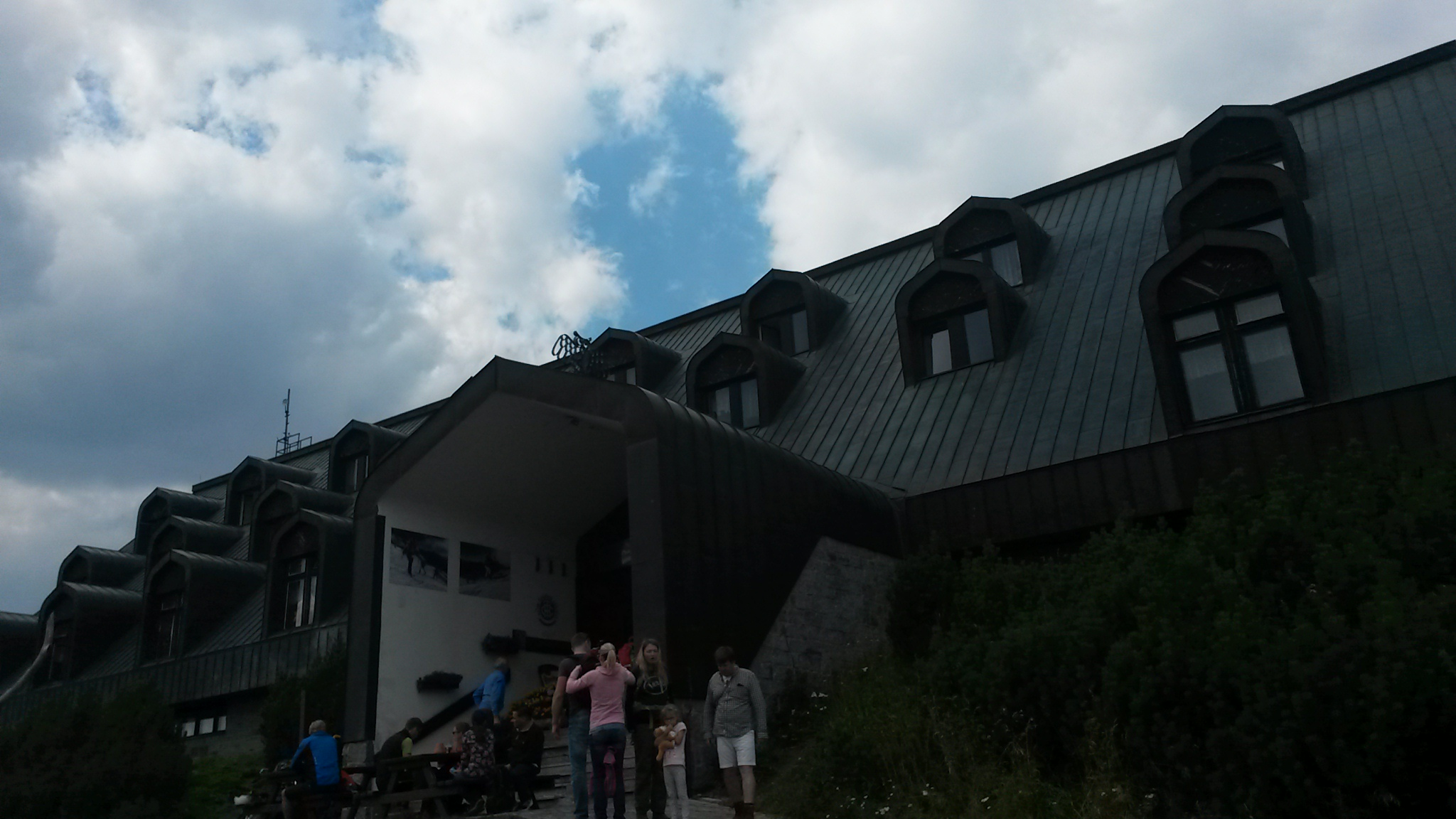
Chata v létě 2015